# 秋田みやび
秋田 みやび（あきた みやび）は日本の小説家である。元グループSNE所属。

## 概略
グループSNEには元々経理担当として入社し、クリエイターとして採用された人材ではなかったものの、入社後に高いゲーム適性が見出されクリエイター畑に転身したという異色の経歴を持つ。執筆能力も山本弘、清松みゆきの両人から高く評価されている。特に直接秋田の監修を担当した清松は『新ソード・ワールドRPGリプレイ』のあとがきで彼女の才幹を絶賛している。
また、ゲーム自体に対する運も強く、一般業務に従事している時期に行われた社内のゲーム大会で、システム製作者を抑え優勝したりしている。サイコロ運もあり、ここから社内では「ダイスの魔女」と呼ばれることもある。『ルナル・サーガリプレイ月に至る子篇』においてはNPC（元は彼女自身のプレイキャラクター）の判定のサイコロを振るためだけに足止めされる描写がある。また、2009年以降「ダイスの女神様」としてキャラクター化されており、同年夏季発売の富士見ドラゴンブック単行本の帯には同キャラクターのイラストが描かれていた。
GMのマスタリングとしては、予め筋道の立ったストーリーをプレイヤーが沿うパターンが多く、リウイシリーズのキャラクターやローンダミス等を用いるなど、既存NPCの流用が多い。
空手の経験者である。公式サイトにおいては動物を題材としたエッセイなども書いている。
2021年ごろ、グループSNEを離れフリーとなった。作家活動は継続するとしている。

## ソード・ワールドRPG関連
- 2001年から開始された『新ソード・ワールドRPGリプレイ』においてゲームマスター (GM) を務めた。10巻という巻数は歴代ソードワールドリプレイ最高記録である。
- 短編小説も数本書いている。『ひとひらの歴史』では軽妙なリプレイとはまた変わった、女性的でありながら硬質な語り口も見せる。独特の擬音語で笑いを取ったりする一方破滅的状況、狂乱状態、絶望的状況の段階的な判明とよみがえる思い出など二の足を踏みがちな内容をすら冷酷なほどあっさりと描写する(作中に登場しなかったシーンでは、宿屋の主人がファンガスにされているというものがあった)などその作風は「ほのぼのブラック」と通称される。
- ソード・ワールドRPGリプレイ・アンソロジー『デーモン・アゲイン』では、第1話『やっぱり、猫は好き』のGMを務めるとともに、第2話『冷気の杖を奪っちゃえ!』ではプレイヤーとして参加した（GMは藤澤さなえ）。「ダイスの魔女」ぶりはここでも健在であり、特に第2話で作成したグラスランナーの精神力（能力値の一つ）は、歴代キャラクターの中でもトップクラスであった。
- ソード・ワールドRPG2.0リプレイ「新米女神の勇者たち」シリーズにおいてもGMを務める。2011年5月に11巻が発売され、物語が完結した。しかし、強い要望があり2012年9月から続編「新米女神の勇者たちリターンズ」を開始、再びGMを務める。
- 2011年11月からソード・ワールドRPG2.0リプレイの新シリーズ「七剣刃クロニクル」のGMを務める。

## 作品リスト

### リプレイ（GM）
- 新ソード・ワールドRPGリプレイ
- ソード・ワールド2.0リプレイ 新米女神の勇者たち
- ソード・ワールドRPGリプレイ・アンソロジー デーモン・アゲイン
- ソード・ワールド2.0リプレイ 魔法少女フェアリーフォース！
- ソード・ワールド2.0リプレイ 新米女神の勇者たちリターンズ
- ソード・ワールド2.0リプレイ 七剣刃クロニクル
- ソード・ワールド2.0リプレイ 竜の学舎と守護者たち
- ソード・ワールド2.0リプレイ 竜伯爵は没落しました!

### 小説
- ソード・ワールド・ノベル（へっぽこ長編シリーズ）
- ソード・ワールド短編集
- マグナ・スペクトラ　緋の剣は誰がために
- モンスター・コレクション　テイルズ　DRAGON BOOK 25th Anniversary
- ソード・ワールド2.0ツアー
- ソード・ワールド2.0短編集
- 三宮ワケあり不動産調査簿 賃貸マンション、怪談つき
- ぼんくら陰陽師の鬼嫁

### ガイドブック
- ソード・ワールド2.0サプリメント プレイヤーズ・ハンドブック ディルフラム博物誌

### 漫画化
- ぼんくら陰陽師の鬼嫁（KADOKAWA版）（作画：acca、ジーンLINEコミックス）全3巻
- ぼんくら陰陽師の鬼嫁（秋田書店版）（作画：遠野由来子、ボニータコミックス）既刊11巻

## 演じた人物
- 語れ!へっぽこ冒険ロード - 久川綾（役名はGM）